# Agathia vicina
Agathia vicina är en fjärilsart som beskrevs av Max Joseph Bastelberger 1911. Agathia vicina ingår i släktet Agathia och familjen mätare. Inga underarter finns listade i Catalogue of Life.